# Watan-Orden
Der Watan-Orden (deutsch: Orden des Vaterlands) ist die höchste Staatsauszeichnung in Turkmenistan, die nur an den amtierenden Präsidenten des Landes verliehen werden kann.

## Gestaltung
Der Watan-Orden ist eine Kette aus Gelbgold und Weißgold, besetzt mit zweiundzwanzig Oktetten, die jeweils mit Diamanten und Emaile verziert sind. Auf den Oktetten finden sich Abbildungen bekannter Gebäude Turkmenistans, wie dem Neutralitätsbogen und dem Unabhängigkeitsmonument. An der Kette hängt ein weiteres, größeres Oktett, überzogen mit grünem Emaile und Diamanten. Insgesamt wiegt der Orden 925 Gramm, mit insgesamt 55 Karat Diamanten.

## Verleihung
Der Orden wurde für den bis 2022 amtierenden turkmenischen Präsidenten Gurbanguly Berdimuhamedow geschaffen und diesem an seinem 50. Geburtstag im Jahr 2007 verliehen. Jedem Präsidenten Turkmenistans darf der Watan-Orden einmal verliehen werden, wenn dieser innen- und außenpolitische außergewöhnliche Leistungen vollbracht hat.

## Träger
- Gurbanguly Berdimuhamedow (2007)

## Belege
- Beschreibung des Ordens